# Sambiase
Sambiase is een plaats (frazione) in de Italiaanse gemeente Lamezia Terme.